# Boelanasj (rivier)
De Boelanasj (Russisch: Буланаш) is een klein riviertje in de Centrale Oeral. De Boelanasj watert af op de Irbit, die via de Nitsa, Toera, Irtysj en Ob uiteindelijk uitmondt in de Obboezem van de Noordelijke IJszee. De rivier ontspringt in een moeras op ongeveer 10 kilometer ten oosten van de gelijknamige plaats Boelanasj, die vlak bij haar monding in de Irbit ligt.